# إبراهام مارش
إبراهام مارش هو سياسي كندي، ولد في 1750، وتوفي في 8 مايو 1833.